# مونت هوب (نيويورك)
مونت هوب (بالإنجليزية: Mount Hope, New York)‏ هي بلدة أمريكية تقع في الولايات المتحدة في مقاطعة أورانج، نيويورك. يقدر عدد سكانها بـ 7,018 نسمة ومساحتها 66.0 كم2 و وترتفع عن سطح البحر 225 متر.

## أعلام
- لورا وودورد
- تشارلز سانت جون